# Akt urodzenia
Akt urodzenia – akt stanu cywilnego stwierdzający fakt narodzin dziecka. Dokument ten jest tworzony i przechowywany przez urząd stanu cywilnego na którego obszarze działania (właściwość miejscowa) stwierdzono urodzenie. 
Stanowi on wyłączny dowód tego zdarzenia możliwy do obalenia tylko przez procedurę sprostowania lub unieważnienia aktu. W akcie urodzenia odnotowuje się imię i nazwisko dziecka, jego płeć, państwo, datę i miejsce urodzenia, imiona, nazwiska i nazwiska rodowe rodziców, daty i miejsca ich urodzin, dane zgłaszającego urodzenie i ewentualnie biegłego lub tłumacza.
W przypadku, gdy dziecko urodzi się martwe fakt ten należy zgłosić w przeciągu 3 dni, sporządzany jest wówczas akt urodzenia ze stosowną adnotacją (nie sporządza się wówczas aktu zgonu).
Do końca lutego 2015 r. akt urodzenia był częścią księgi stanu cywilnego. Przechowywano go tylko w urzędzie stanu cywilnego lub archiwum państwowym.  Od 2015 r. akty urodzenia są przenoszone do rejestru stanu cywilnego. Obywatele mogą w pewnych przypadkach otrzymać odpis aktu urodzenia. Odpisy takie potocznie nazywane są aktem urodzenia.
Prawo w zakresie aktów urodzenia jest regulowane w Polsce przez ustawę z dnia 28 listopada 2014 r. Prawo o aktach stanu cywilnego (Dz.U. z 2025 r. poz. 594). Przed 1 marca 2015 r. obowiązywała ustawa z dnia 29 września 1986 r. — Prawo o aktach stanu cywilnego (Dz.U. z 2011 r. nr 212, poz. 1264, z późn. zm.).

## Historia
Początkowo dokumenty poświadczające pochodzenie (a co za tym idzie prawo do dziedziczenia), były tworzone tylko na potrzeby warstwy szlacheckiej.
Przed 1918 rokiem zdecydowana większość aktów urodzenia była wystawiana przez instytucje religijne – parafie katolickie, prawosławne i synagogi. Księża czy rabini w zakresie wystawiania aktów urodzenia i zgonu mieli uprawnienia urzędników państwowych. Nie rozróżniano pojęcia aktu chrztu od aktu urodzenia. Na terenach różnych zaborów obowiązywał różny język urzędowy przy tworzeniu tego typu dokumentów. Na ziemiach zaboru pruskiego akty urodzenia sporządzano w języku niemieckim. W Księstwie Warszawskim, a następnie w Królestwie Polskim akty urodzenia były wystawiane w latach 1808-1868 w języku polskim, następnie w latach 1868-1915 sporządzano je po rosyjsku. Po utworzeniu na terenie Królestwa Polskiego w 1915 r. Generalnego Gubernatorstwa Warszawskiego i Generalnego Gubernatorstwa Lubelskiego, akty urodzenia zaczęto ponownie sporządzać w języku polskim.
W przypadku ludności narodowości żydowskiej, na terenie zaboru rosyjskiego i pruskiego, urodzenia dzieci płci żeńskiej nie były rejestrowane. Akty urodzenia były wystawiane dopiero po kilku latach, niejako „przy okazji” (np. ślubu czy konieczności wystawienia aktu urodzenia dla brata).